# Thabiso Monyane
James Thabiso Monyane (30 aprile 2000) è un calciatore sudafricano, attaccante degli Orlando Pirates.

## Caratteristiche tecniche
È un centravanti.

## Carriera

### Club
Ha giocato nella prima divisione sudafricana con gli Orlando Pirates, club con il quale ha anche giocato 2 partite nella Coppa della Confederazione CAF.

### Nazionale
Con la nazionale Under-20 sudafricana ha preso parte al campionato mondiale di calcio Under-20 2019.
Successivamente ha giocato anche nella nazionale sudafricana Under-23; nel 2021 ha giocato una partita ai Giochi Olimpici di Tokyo.

## Palmarès

### Club

#### Competizioni nazionali
- MTN 8: 1

Orlando Pirates: 2020